# Satirism
Satirismul (denumit și satiriazis, aidomanie sau donjuanism) este o tendință anormală a bărbaților spre satisfacerea excesivă a trebuințelor sexuale, ce sunt hipertrofiate și întreținute mult peste limita necesarului de echilibru fiziologic și psihic, denumită și hipersexualitate copulativă.

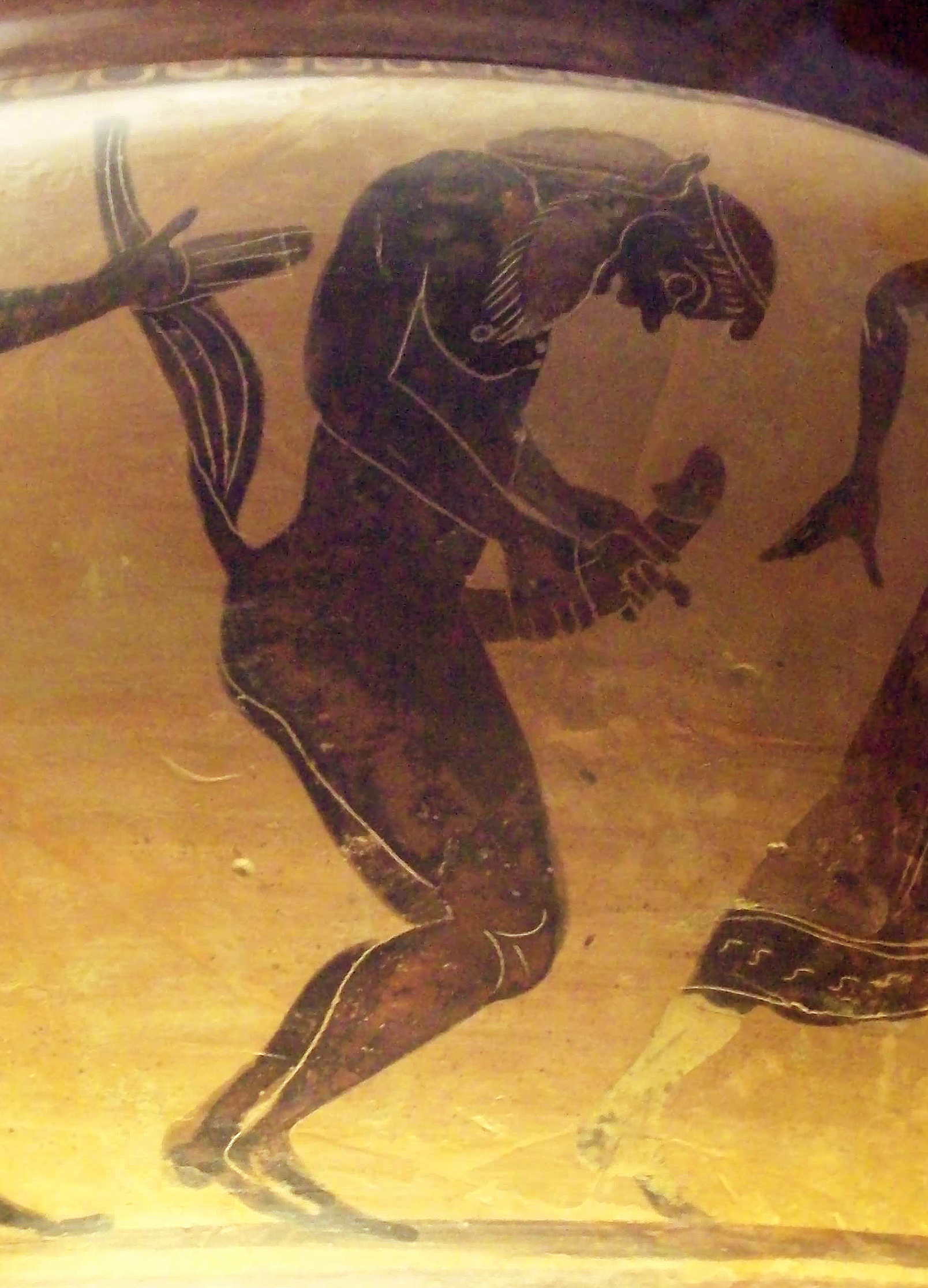
Ceramică datată 560-550 î.Hr., detaliu cu satir masturbându-se

Spre deosebire de priapism, care se datorește unor defecțiuni organice, abuzul sexual presupus de satirism este de origine psihogenă.
Cauzele satirismului sunt variate, principalele fiind  supracompensarea unor complexe de inferioritate, fuga de angoasă și frustrare, obsesiile sexuale, educația defectuoasă care cultiva o orientare „performanțială" asupra vieții sexuale etc.
Principalele caracteristici de personalitate al unui astfel de individ sunt următoarele:
- suferă accese puternice de excitație sexuală;
- este obsedat sexual;
- nu își dorește relații stabile;
- este ușor excitabil.

Denumirea de "satirism" provine de la un comportament ca de satir. În mitologia greacă, satirul era o divinitate rustică reprezentată printr-o ființă cu un corp omenesc acoperit cu păr, cu coarne și cu picioare de țap sau de cal, care personifica instinctele brutale.
În clasificarea internațională a maladiilor (ICD-10) se întâlnește diagnosticul de "Activitate sexuală excesivă", cu codul F52.7 (în care capitolul F52 se referă la "Disfuncție sexuală, neprovocată de o tulburare sau boală organică").
Hipersexualitatea la femei poartă denumirea de nimfomanie.